# Proyecto de elecciones generales de Venezuela de 1946

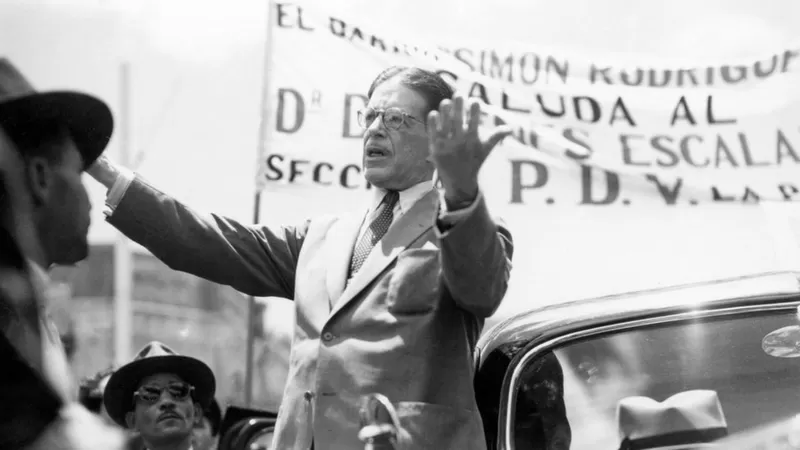
Campaña electoral de Diógenes Escalante en 1945.

Las elecciones generales de Venezuela de 1946 debían realizarse en el Congreso para elegir al presidente de Venezuela, sin embargo, fueron interrumpidas por el golpe de Estado en Venezuela de 1945.

## Historia

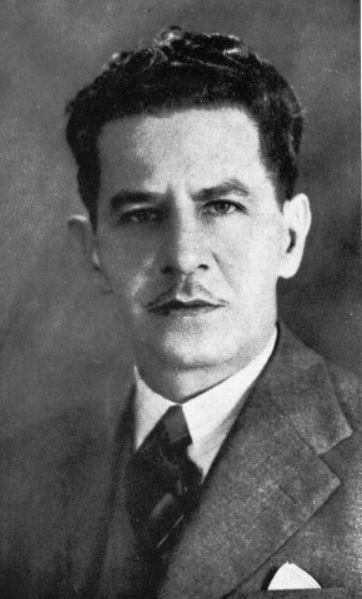
Ángel Biaggini fue el candidato del gobierno para las elecciones.

El embajador de Venezuela en Estados Unidos, Diógenes Escalante, era el favorito para suceder al presidente Isaías Medina Angarita, quien estaba liderando un proceso de democratización iniciado por su predecesor, Eleazar López Contreras, aceptando la candidatura en julio de 1945. Medina Angarita había legalizado los partidos políticos, que apoyaban cambiar el sistema de votación a uno directo y secreto, pero para septiembre se anunció que Escalante vio deteriorada su salud mental, por lo cual el gobierno nombró en octubre a un nuevo candidato, el ministro Ángel Biaggini, sin embargo, a poco tiempo de las elecciones los partidos políticos no llegaron a ningún acuerdo con garantías de cambiar dicho sistema.
El partido Acción Democrática (AD), el primero en ser fundado y uno de los más influyentes, conformado por miembros de la Generación del 28, llamó a la abstención. Paralelo a eso y en secreto, la Unión Patriótica Militar (representada por Marcos Pérez Jiménez, Francisco Gutiérrez y Horacio López Conde) y los dirigentes de AD (representados por Rómulo Betancourt y Raúl Leoni) conspiraron para llevar a cabo el golpe de Estado en Venezuela de 1945, donde los militares propusieron formar un gobierno presidido por Rómulo Betancourt.